# Ambrus Mária
Ambrus Mária (Budapest, 1947. augusztus 29. –) Jászai Mari-díjas magyar építészmérnök, díszlettervező.

## Életpályája
1977-ben szerzett építészmérnöki diplomát a Budapesti Műszaki Egyetemen. 1978–1980 között a Magyar Építőművészek Mesteriskolájában tanult. 1982–1998 között a BUVÁT-nál dolgozott, ahol épületek felújításával, átalakításával foglalkozott. 1991-től rendszeresen dolgozik Zsótér Sándorral, színházi díszlettervezőként. Több budapesti és vidéki színházban is dolgozott.
2002-ben a Magyar Képzőművészeti Egyetem Látványtervezési Tanszékén tervezési kurzust vezetett.

## Díjai, elismerései
- Jászai Mari-díj (2002)
- POSZT: Legjobb díszlet – Hans Henny Jahnn: Medea (2003)
- POSZT: Legjobb díszlet – Bertolt Brecht: Arturo Ui feltartóztatható felemelkedése (2010)